# 勝ちぬき!ギャグバトル
勝ちぬき!ギャグバトル（かちぬきギャグバトル）は『月刊少年ジャンプ』で連載されていたギャグ漫画募集企画。
1990年4月号より開始。お題に沿った3ページの漫画が募集され、掲載された作品の審査を経て勝ち抜きチャンピオンを決定。勝ち抜く毎に賞金が倍増し、5回勝ち抜きで本誌連載デビューが約束されていた。
1991年11月号からは「ハイパー!ギャグバトル」とタイトルを変え、システムを変更。勝ち抜き制を廃止し奇数月号のみの掲載となった。掲載作品前後3ページの進行役の漫画担当は共にあおきけい。
5回勝ち抜きによる連載デビュー作家は登場しなかったが、『月刊少年ジャンプオリジナル』にて歴代チャンピオンらの新作品が掲載されていた。この企画に参戦し、後に漫画家としてデビューした人物に中村雅之（2代目チャンピオン）、まつもとえいじ（第4回・第5回チャレンジャー）、市川ヒロシ（第16回チャレンジャー）がいる。

## 登場人物
- 爆笑大魔王

司会進行役。ギャグ漫画を読み始めて10億28年になる。デーモン小暮に似た格好をしている。2頭身だったが「ハイパー!ギャグバトル」になり頭身が上がった。
- MJのボス 谷口編集長

月刊少年ジャンプの編集長（当時）。愛称は「タニー」。審査員を務める。
- レギュラー編集 石田けーた

初代担当。第1回～第7回までの審査・担当を務める。
- 新入社員 貝山コーイチ (担当 貝山コーイチ)

2代目担当。第4回～第6回で審査員を務めた後、第8回から担当も務める。デカすぎて顔がコマ枠から外れ顔が謎だったが、第9回から縮小化した。
- MJの母 太田副編集長

第9回でゲスト審査員として登場して以降、審査員であろうが無かろうが登場している。ウルトラの母に似た姿をしている。

## 単行本
- 月刊少年ジャンプ選 ギャグバトルスペシャル（ジャンプスーパーエース 全1巻）